# Историко-краеведческий музей (Истаравшан)
Историко-краеведческий музей города Истаравшана — музей исторического профиля в Истравшане (Таджикистан), посвящённый его древней и средневековой истории, культуре, традиционным занятиям и ремёслам местных жителей.

## О музее
Основан в 1968 году как городской музей Ура-Тюбе — филиал Ленинабадского областного историко-краеведческого музея. В 1980 году стал самостоятельным музеем. Музею было передано здание бывшей православной церкви Николая Чудотворца, построенное в 1865—1867 годах, памятник архитектуры конца XIX века. Это было одно из первых кирпичных зданий в центре города, расположенное в так называемом «русском квартале» («гузари урус»), образованном после завоевания Ура-Тюбе Россией в 1866 году. Рядом с церковью находились дом губернатора, лазарет и ряд административных построек.
Инициатором создания музея и собирателем его первых коллекций в 1950-1960-х годах был школьный учитель истории Насриддин Назаров.
По состоянию на 1 января 1983 года, собрание музея насчитывало более 3 тысяч предметов и состояло из археологической, нумизматической и этнографической коллекций, коллекции оружия, произведений современного народно-прикладного искусства, вещественных, фото- и документальных материалов по истории края.
В настоящее время коллекция музея насчитывает 4300 предметов по археологии и этнографии таджиков Северного Таджикистана, большая часть предметов собрана в Истаравшане и его окрестностях. Экспозиция музея размещена на 250 кв. м и рассказывает о древней и средневековой истории Истаравшана, его культуре, традиционных занятиях и ремёслах жителей города. 
В 2002 году в честь празднования 2500-летия города Истаравшана на высоком холме была сооружена монументальная парадная арка, внутри которой находится экспозиционный зал, представляющий коллекции Историко-краеведческого музея по археологии древней городской крепости.